# Pere Miró Plans
Pere Miró Plans (Manresa, 22 de diciembre de 1927- ibídem, 11 de marzo de 2013) fue un químico y farmacéutico español. 

## Biografía
Estudió química en las universidades de Barcelona, Madrid y Heidelberg (1954). Fue considerado una eminencia en la química de la lana, de los detergentes y de las proteínas. Fue decano del Colegio de Químicos de Cataluña y Baleares, presidente del Comité Europeo de Detergentes y presidente de la Asociación Internacional de Químicos Coloristas Textiles.
En 1974 fue nombrado director general de Industrias Químicas y Textiles, fue profesor de investigación del Patronato Juan de la Cierva del CSIC, director del Laboratorio General de Ensayos e Investigaciones de la Generalidad de Cataluña (1985-1998) y presidente del Consejo Social de la Universidad Autónoma de Barcelona. En 1999 recibió la Cruz de Sant Jordi. Es el padre de la matemática Rosa Maria Miró Roig.